# حسين أباد (سفيد دشت)
حسین أباد (بالفارسية: حسین آباد، آران و بیدگل) هي منطقة سكنية تقع في إيران في أصفهان.